# Akim Oda
Akim Oda est une ville du Ghana située dans la Région Orientale.
La ville compte 51 231 habitants en 2010.

## Économie

### Agriculture
La production du cacao a donné un apport important à l'économie d'Akim Oda. Au nord de cette ville se trouvent aussi d'importantes plantations de palmier à huile. Dans ces plantations les femmes sont aussi employées pour la transformation des produits dérivés du palmier à huile comme l'huile rouge.

### Tourisme
Issus du peuple Akan, la population d'Akim Oda attire des touristes par leur rythme traditionnel qui inclut l'utilisation des tam-tam traditionnels qui le distingue d'autre peuples.